# Inspiration on Demand
Inspiration on Demand è un singolo discografico del gruppo musicale statunitense Shadows Fall, pubblicato nel 2005 ed estratto dall'album The War Within.

## Tracce
1. Inspiration on Demand (album version) – 3:52
2. Inspiration on Demand (edit) – 3:30

## Formazione
- Brian Fair – voce
- Jon Donais – chitarra
- Matt Bachand – chitarra, voce
- Paul Romanko – basso
- Jason Bittner – batteria